# EniChimica
EniChimica S.p.A. è stata la denominazione dell'azienda petrolchimica del gruppo Eni nei primi anni ottanta.

## Storia

### Origini
Nata nell'ottobre 1981, assorbì le società del gruppo Anic e le acquisite. Gli ambiti produttivi della società erano molteplici; controllando l'Anic, deteneva la produzione e la gestione di importanti stabilimenti petrolchimici come Gela, Pisticci, Ravenna, Sannazzaro dei Burgundi e altri, nonché i vari stabilimenti dei falliti gruppi SIR-Rumianca (ad esempio Pieve Vergonte) e Liquichimica. Le produzioni principali erano divise in: petrolchimici e chimici di base, chimici secondari organici e inorganici, fertilizzanti, materie plastiche e tecnofibre.
L'EniChimica costituirà delle società controllate divise per settore merceologico; la più importante fu l'EniChimica Secondaria S.p.A., legata al settore della chimica secondaria e fine.

### La nascita di EniChem e l'incorporamento nell'Agip
Nel 1983, con la nascita dell'EniChem, trasferì a quest'ultima il grosso delle sue attività e infine, nel 1985, venne incorporata nell'Agip.